# Estadi Zimbru
L'Estadi Zimbru (Stadionul Zimbru) és un estadi poliesportiu de Chișinău, Moldàvia construït el maig de 2006 i amb una capacitat de 10.500 espectadors. Compleix les normes requerides per UEFA i FIFA per partits nacionals i internacionals. Actualment és usat per disputar-hi partits de futbol, essent la seu del FC Zimbru Chișinău i de la selecció de futbol de Moldàvia.
La construcció de l'estadi trigà 27 mesos i costà un total d'11 milions d'USD.
La zona VIP és reservada per 250 persones. Els periodistes disposen de 44 places.